# Francesca Morvillo
Francesca Laura Morvillo (Palermo, 14 dicembre 1945 – Palermo, 23 maggio 1992) è stata una magistrata italiana; seconda moglie di Giovanni Falcone, uscì gravemente ferita dalla cosiddetta strage di Capaci e morì poco dopo il marito in Ospedale: si trattò della quinta e ultima vittima di tale attentato, oltreché l'unica donna in magistratura ad essere stata assassinata in Italia.

## Biografia

### Origini e formazione
Nata a Palermo il 14 dicembre 1945 da Guido Morvillo, sostituto procuratore, e Carmela D'Aleo, Francesca Morvillo si laureò in Giurisprudenza il 26 giugno 1967 presso l'Università degli Studi di Palermo. Distintasi per un percorso accademico eccellente, conseguì il massimo dei voti e la lode accademica con una tesi dal titolo "Stato di diritto e misure di sicurezza", sotto la guida del professor Giovanni Musotto. La qualità della sua tesi le valse il prestigioso premio "Giuseppe Maggiore", assegnato alla migliore tesi in discipline penalistiche per l'anno accademico 1966/1967.
Seguendo l'esempio del padre e del fratello Alfredo,Francesca decise di intraprendere la carriera in magistratura. Durante il suo percorso professionale, ricoprì diversi incarichi di rilievo: giudice, sostituto procuratore, consigliere della Corte d’Appello, commissario di concorso.

Oltre alla carriera giuridica, Francesca Morvillo si dedicò anche all'insegnamento. Fu docente di Legislazione del minore nella Scuola di Specializzazione in Pediatria presso la Facoltà di Medicina e Chirurgia dell’Università degli Studi di Palermo, contribuendo alla formazione di nuove generazioni di professionisti.

Francesca Morvillo e il marito e collega Giovanni Falcone, entrambi in toga.

### La carriera in magistratura
Come il padre Guido, sostituto procuratore a Palermo e il fratello Alfredo poi, decide di entrare in magistratura. Nel corso della carriera ricopre le funzioni di giudice del tribunale di Agrigento, sostituto procuratore della Repubblica presso il Tribunale per i minorenni di Palermo, di Consigliere della Corte d'appello di Palermo e di componente della Commissione per il concorso di accesso in magistratura. Francesca Morvillo insegnò anche presso la Facoltà di Medicina e Chirurgia dell'ateneo palermitano, in quanto docente di Legislazione del minore nella Scuola di Specializzazione in Pediatria.
Nel 1979, dopo un primo matrimonio finito con la separazione, Francesca Morvillo conobbe Giovanni Falcone, all'epoca giudice istruttore presso il tribunale di Palermo; nel 1983 iniziarono a convivere nella casa di via Notarbartolo. Ottenuti i rispettivi divorzi, si sposarono nel maggio 1986 con una riservata cerimonia civile officiata dal sindaco di Palermo Leoluca Orlando; uno dei testimoni fu il giudice Antonino Caponnetto. Dal 1989 il fratello Alfredo Morvillo iniziò a lavorare insieme a Falcone.
L'ultimo impegno professionale di Francesca Morvillo fu il 22 maggio 1992 all'Ergife Palace Hotel di Roma, come componente della commissione d'esame a un concorso per l'accesso in magistratura.

### L'attentato di Capaci e la morte
Il pomeriggio del 23 maggio 1992, sull'autostrada A29 Palermo-Mazara del Vallo, nei pressi dello svincolo di Capaci, una carica di circa 400 kg di tritolo, posizionata in un cunicolo di scolo sotto il manto stradale, fa saltare l'autostrada dove viaggiavano le tre Fiat Croma blindate che accompagnavano Giovanni Falcone e sua moglie di ritorno da Roma: la loro autovettura si schianta contro la colonna di detriti che si alza a seguito dell'esplosione.
La Morvillo, ancora viva dopo l'esplosione e lo schianto (il suo orologio da polso si era fermato all'ora dell'esplosione, le 17:58) viene trasportata a Palermo  prima all'ospedale Cervello e poi trasferita al Civico Benefratelli, nel reparto di neurochirurgia, dove però muore durante una operazione chirurgica intorno alle 23:00 a causa delle gravi lesioni interne riportate, all'età di 46 anni. 
Venne tumulata insieme al marito nella cappella della famiglia Falcone, al Cimitero di Sant'Orsola. Dopo il trasferimento della salma di Falcone, traslato il 3 giugno 2015 al Pantheon di Palermo (ovvero la Chiesa di San Domenico), la mattina dell'11 gennaio 2016 con una piccola cerimonia viene anch'essa trasferita a cura del Comune di Palermo in una cappella del Cimitero di Santa Maria dei Rotoli.

## Riconoscimenti postumi
Alla memoria di Francesca Morvillo è stato dedicato il Centro di Prima Accoglienza per i Minorenni, la cui intitolazione fu stabilita dal Ministero di Grazia e Giustizia con decreto del 23 giugno 1992.
Nel 2019 il Comune di Milano ha dedicato una piazzetta a Francesca Morvillo e Emanuela Loi, caduta nell'attentato di Via d'Amelio mentre prestava servizio nella scorta di Paolo Borsellino .
Alla memoria di lei e del marito è dedicato il film di Simona Izzo e Ricky Tognazzi: Francesca e Giovanni. Una storia d'amore e di mafia.